# Sinapomorfia

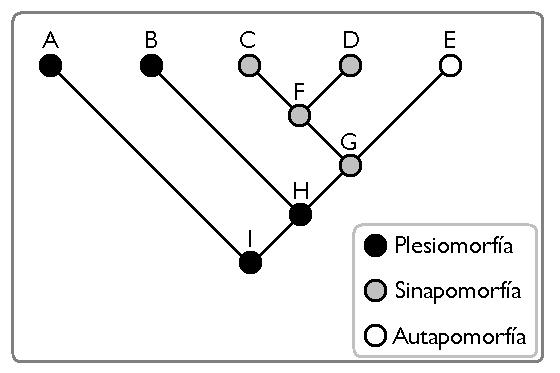

La sinapomorfia (dal greco σύν, syn = insieme, ἀπό, apo = da,  μορφή, morphe = forma) è, in cladistica, un carattere derivato, cioè un carattere nuovo condiviso, utile per ricostruire gli alberi filogenetici. Le sinapomorfie quindi indicano quei caratteri che gli organismi presentano in quanto ereditati da un antenato comune. La classificazione cladistica considera solo i caratteri comuni derivati.
Il concetto di sinapomorfia fu introdotto nel 1966 da Willi Hennig ed è un concetto-chiave nella metodologia di analisi filogenetica.
Ogni ipotetica sinapomorfia viene sottoposta ad un test di congruenza, cioè ne viene studiato lo schema di distribuzione tra i vari taxa mettendolo a confronto con altri caratteri.